# LEDA 1228197
LEDA 1228197은 물병자리 방향으로 약 7,000만 광년 떨어진 나선 은하이다.